# Mausolée Sidi Ben Arous

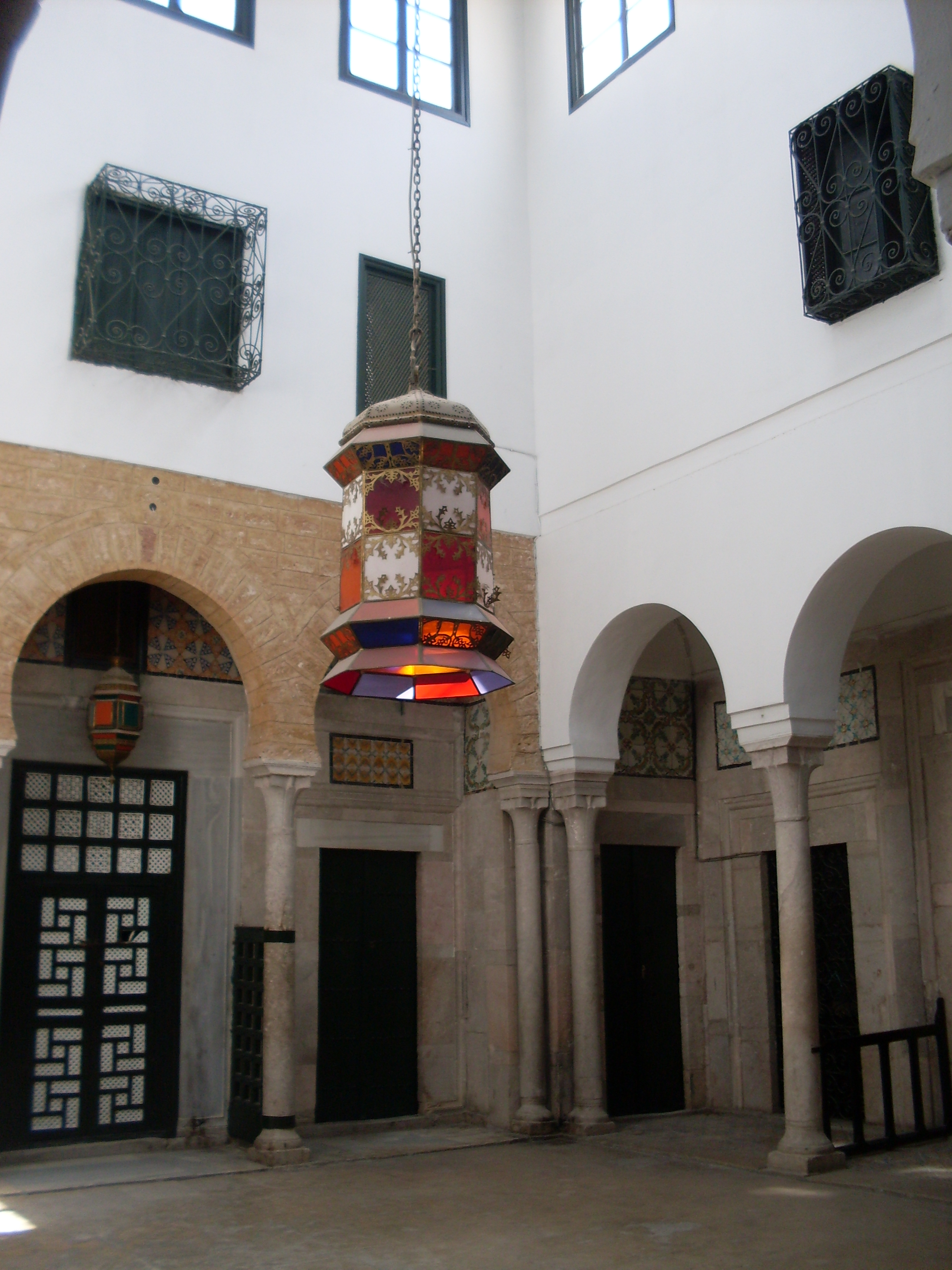
Cour du mausolée Sidi Ben Arous.

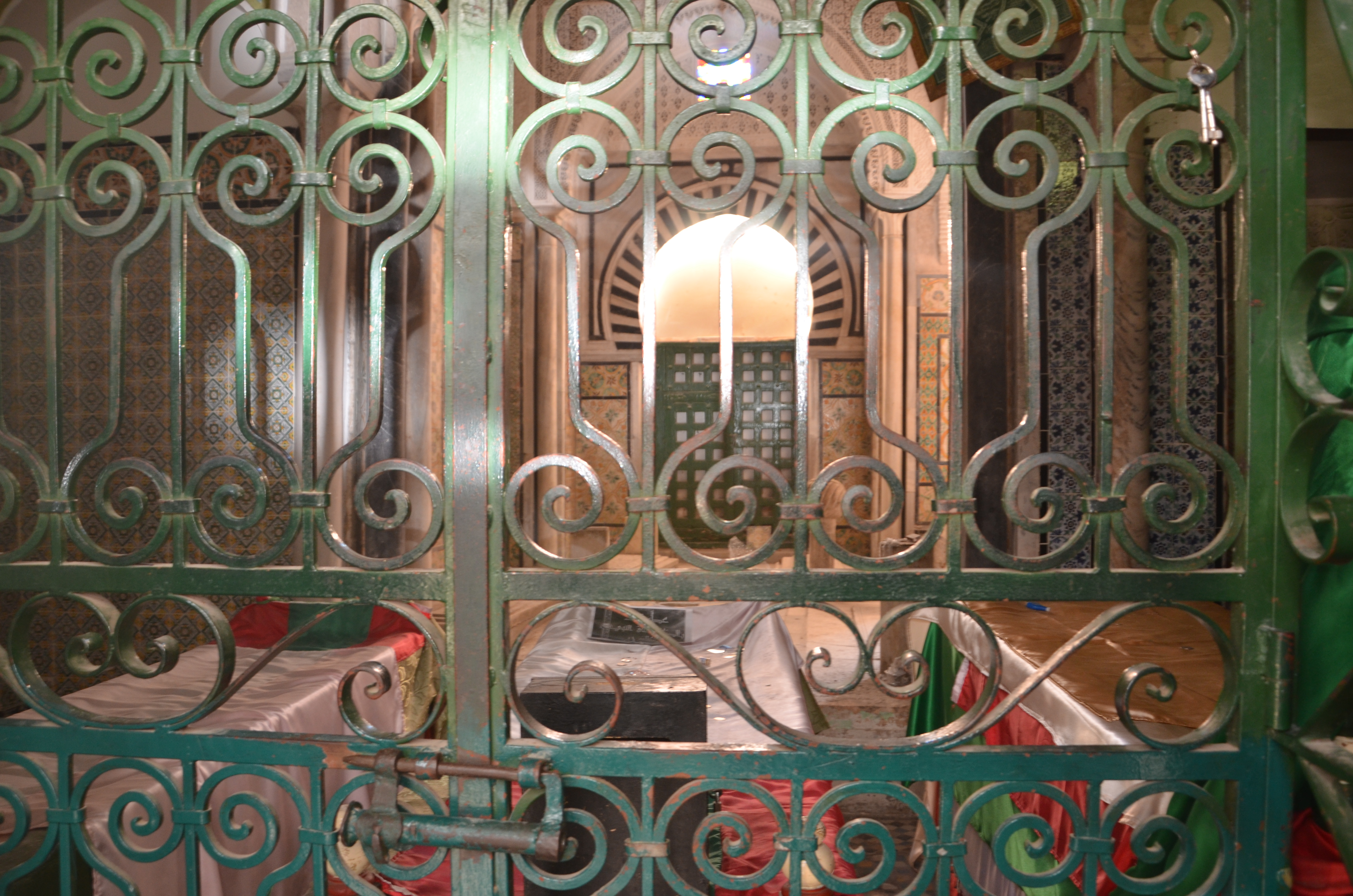
Vue des sépultures.

Le mausolée Sidi Ben Arous (arabe : زاوية سيدي أحمد بن عروس) est une zaouïa située sur la rue Sidi Ben Arous, au cœur de la médina de Tunis.
Elle occupe l'emplacement du fondouk dans lequel Sidi Ben Arous s'est installé à son retour du Maroc. Elle a été construite en 1437 sous le règne des Hafsides puis remaniée en 1654 par Hammouda Pacha Bey.
Une entrée en chicane aboutit à une cour pavée et entourée d'une galerie. En face de celle-ci, la chambre funéraire s'adosse au tourbet Hammouda Pacha ; une petite salle de prière sur la droite est utilisée par les visiteurs (zouars) et un défoncement à gauche rappelle l'iwan persan.
Classée monument historique par un décret paru en 1928, elle abrite une bibliothèque et sert de siège pour les associations groupées pour la sauvegarde du Coran.